# Зірган
Зірга́н (рос. Зирган, башк. Ергән) — село (колишнє смт) у складі Мелеузівського району Башкортостану, Росія. Адміністративний центр Зірганської сільської ради.
Населення — 4125 осіб (2010; 4075 в 2002).